# Frank D. Gilroy
Frank D. Gilroy (ur. 13 października 1925 w Nowym Jorku, zm. 2015) – amerykański dramaturg i scenarzysta. 
Ukończył DeWitt Clinton High School w Bronksie. Walczył w II wojnie światowej. Ożenił się z rzeźbiarką i pisarką Ruth Dorothy Gaydos. Miał trzech synów. Jego synową była aktorka Rene Russo. W 1965 został uhonorowany Nagrodą Pulitzera w dziedzinie dramatu za sztukę The Subject Was Roses. Zmarł 12 września 2015.